# ساروس خورشیدی ۱۵۸
ساروس ۱۵۸ دوره‌ای زمانی با چرخه‌ای حدود ۱۸ سال و ۱۱ روز و ۸ ساعت (تقریباً ۶۵۸۵ و یک سوم روز) است که شامل ۷۰ خورشیدگرفتگی می‌شود.

## رخدادها
| ساروس | عضو | تاریخ                    | زمان (بزرگ‌ترین) ساعت هماهنگ جهانی | نوع    | مکان طول و عرض جغرافیایی | گاما    | قدر    | گُستره (km) | مدت زمان (دقیقه: ثانیه) | منبع |
| ----- | --- | ------------------------ | --------------------------------- | ------ | ------------------------ | ------- | ------ | ---------- | ----------------------- | ---- |
| ۱۵۸   | ۱   | خورشیدگرفتگی ۲۰ مه ۲۰۶۹  | ۱۷:۵۳:۱۸                          | جزئی   | 68.8S 69.9W              | -1.4852 | 0.0879 |            |                         |      |
| ۱۵۸   | ۲   | خورشیدگرفتگی ۱ ژوئن ۲۰۸۷ | ۱:۲۷:۱۴                           | جزئی   | 67.8S 165.4E             | -1.4186 | 0.2146 |            |                         |      |
| ۱۵۸   | ۳   | ۱۲ ژوئن ۲۱۰۵             | ۸:۵۸:۱۱                           | جزئی   | 66.8S 41.9E              | -1.3489 | 0.3483 |            |                         |      |
| ۱۵۸   | ۴   | ۲۳ ژوئن ۲۱۲۳             | ۱۶:۲۶:۱۲                          | جزئی   | 65.8S 80.3W              | -1.2763 | 0.4882 |            |                         |      |
| ۱۵۸   | ۵   | ۳ ژوئیه ۲۱۴۱             | ۲۳:۵۳:۳۸                          | جزئی   | 64.9S 158E               | -1.2029 | 0.6305 |            |                         |      |
| ۱۵۸   | ۶   | ۱۵ ژوئیه ۲۱۵۹            | ۷:۲۰:۵۰                           | جزئی   | 64S 36.7E                | -1.1288 | 0.7743 |            |                         |      |
| ۱۵۸   | ۷   | ۲۵ ژوئیه ۲۱۷۷            | ۱۴:۵۰:۳۳                          | جزئی   | 63.2S 85W                | -1.0564 | 0.9149 |            |                         |      |
| ۱۵۸   | ۸   | ۵ اوت ۲۱۹۵               | ۲۲:۲۱:۰۳                          | کامل   | 56.1S 166.4E             | -۰٫۹۸۴۳ | ۱٫۰۶۱۸ | -          | ۴ دقیقه و ۳ ثانیه       |      |
| ۱۵۸   | ۹   | ۱۷ اوت ۲۲۱۳              | ۵:۵۶:۳۲                           | کامل   | 46S 60.3E                | -۰٫۹۱۶۱ | ۱٫۰۶۵۳ | ۵۲۵        | ۴ دقیقه و ۳۵ ثانیه      |      |
| ۱۵۸   | ۱۰  | ۲۸ اوت ۲۲۳۱              | ۱۳:۳۵:۳۱                          | کامل   | 41.4S 52.2W              | -۰٫۸۵۰۶ | ۱٫۰۶۶۱ | ۴۰۲        | ۴ دقیقه و ۴۳ ثانیه      |      |
| ۱۵۸   | ۱۱  | ۷ سپتامبر ۲۲۴۹           | ۲۱:۲۱:۲۹                          | کامل   | 39.4S 167.4W             | -۰٫۷۹۰۷ | ۱٫۰۶۵۶ | ۳۴۳        | ۴ دقیقه و ۴۲ ثانیه      |      |
| ۱۵۸   | ۱۲  | ۱۹ سپتامبر ۲۲۶۷          | ۵:۱۲:۱۴                           | کامل   | 38.8S 75.9E              | -۰٫۷۳۴۸ | ۱٫۰۶۴۲ | ۳۰۴        | ۴ دقیقه و ۳۴ ثانیه      |      |
| ۱۵۸   | ۱۳  | ۲۹ سپتامبر ۲۲۸۵          | ۱۳:۱۱:۳۸                          | کامل   | 39.6S 42.9W              | -۰٫۶۸۵۹ | ۱٫۰۶۲۱ | ۲۷۵        | ۴ دقیقه و ۲۴ ثانیه      |      |
| ۱۵۸   | ۱۴  | ۱۱ اکتبر ۲۳۰۳            | ۲۱:۱۷:۲۵                          | کامل   | 41.1S 163.2W             | -۰٫۶۴۲۴ | ۱٫۰۵۹۶ | ۲۵۲        | ۴ دقیقه و ۱۲ ثانیه      |      |
| ۱۵۸   | ۱۵  | ۲۲ اکتبر ۲۳۲۱            | ۵:۳۱:۱۸                           | کامل   | 43.3S 74.8E              | -۰٫۶۰۵۹ | ۱٫۰۵۶۷ | ۲۳۳        | ۴ دقیقه و ۰ ثانیه       |      |
| ۱۵۸   | ۱۶  | ۲ نوامبر ۲۳۳۹            | ۱۳:۵۱:۵۰                          | کامل   | 45.8S 48.3W              | -۰٫۵۷۵۱ | ۱٫۰۵۳۶ | ۲۱۵        | ۳ دقیقه و ۴۷ ثانیه      |      |
| ۱۵۸   | ۱۷  | ۱۲ نوامبر ۲۳۵۷           | ۲۲:۲۰:۲۳                          | کامل   | 48.4S 172.7W             | -۰٫۵۵۱۴ | ۱٫۰۵۰۵ | ۲۰۰        | ۳ دقیقه و ۳۵ ثانیه      |      |
| ۱۵۸   | ۱۸  | ۲۴ نوامبر ۲۳۷۵           | ۶:۵۴:۵۴                           | کامل   | 50.7S 62.3E              | -۰٫۵۳۲۸ | ۱٫۰۴۷۴ | ۱۸۶        | ۳ دقیقه و ۲۳ ثانیه      |      |
| ۱۵۸   | ۱۹  | ۴ دسامبر ۲۳۹۳            | ۱۵:۳۴:۳۵                          | کامل   | 52.6S 63W                | -۰٫۵۱۸۸ | ۱٫۰۴۴۵ | ۱۷۴        | ۳ دقیقه و ۱۳ ثانیه      |      |
| ۱۵۸   | ۲۰  | ۱۶ دسامبر ۲۴۱۱           | ۰:۱۹:۰۷                           | کامل   | 53.6S 171.2E             | -۰٫۵۰۹۳ | ۱٫۰۴۱۹ | ۱۶۳        | ۳ دقیقه و ۴ ثانیه       |      |
| ۱۵۸   | ۲۱  | ۲۶ دسامبر ۲۴۲۹           | ۹:۰۷:۲۰                           | کامل   | 53.7S 44.9E              | -۰٫۵۰۳۵ | ۱٫۰۳۹۷ | ۱۵۵        | ۲ دقیقه و ۵۷ ثانیه      |      |
| ۱۵۸   | ۲۲  | ۶ ژانویه ۲۴۴۸            | ۱۷:۵۷:۰۷                          | کامل   | 52.6S 82W                | -۰٫۴۹۹۱ | ۱٫۰۳۸  | ۱۴۷        | ۲ دقیقه و ۵۱ ثانیه      |      |
| ۱۵۸   | ۲۳  | ۱۷ ژانویه ۲۴۶۶           | ۲:۴۷:۰۱                           | کامل   | 50.4S 150.3E             | -۰٫۴۹۵۳ | ۱٫۰۳۶۶ | ۱۴۲        | ۲ دقیقه و ۴۸ ثانیه      |      |
| ۱۵۸   | ۲۴  | ۲۸ ژانویه ۲۴۸۴           | ۱۱:۳۵:۵۳                          | کامل   | 47.2S 21.5E              | -۰٫۴۹۱  | ۱٫۰۳۵۸ | ۱۳۸        | ۲ دقیقه و ۴۸ ثانیه      |      |
| ۱۵۸   | ۲۵  | ۸ فوریه ۲۵۰۲             | ۲۰:۲۲:۲۹                          | کامل   | 43.3S 107.9W             | -۰٫۴۸۵۱ | ۱٫۰۳۵۴ | ۱۳۶        | ۲ دقیقه و ۴۹ ثانیه      |      |
| ۱۵۸   | ۲۶  | ۲۰ فوریه ۲۵۲۰            | ۵:۰۴:۰۶                           | کامل   | 38.7S 122.7E             | -۰٫۴۷۵۸ | ۱٫۰۳۵۳ | ۱۳۵        | ۲ دقیقه و ۵۴ ثانیه      |      |
| ۱۵۸   | ۲۷  | ۲ مارس ۲۵۳۸              | ۱۳:۴۱:۱۰                          | کامل   | 33.6S 6.5W               | -۰٫۴۶۲۹ | ۱٫۰۳۵۷ | ۱۳۵        | ۳ دقیقه و ۱ ثانیه       |      |
| ۱۵۸   | ۲۸  | ۱۲ مارس ۲۵۵۶             | ۲۲:۱۱:۲۱                          | کامل   | 28.1S 134.7W             | -۰٫۴۴۴۷ | ۱٫۰۳۶۲ | ۱۳۵        | ۳ دقیقه و ۱۰ ثانیه      |      |
| ۱۵۸   | ۲۹  | ۲۴ مارس ۲۵۷۴             | ۶:۳۴:۲۱                           | کامل   | 22.3S 98.3E              | -۰٫۴۲۰۸ | ۱٫۰۳۷۱ | ۱۳۷        | ۳ دقیقه و ۲۱ ثانیه      |      |
| ۱۵۸   | ۳۰  | ۳ آوریل ۲۵۹۲             | ۱۴:۴۸:۳۲                          | کامل   | 16.3S 26.7W              | -۰٫۳۹۰۲ | ۱٫۰۳۷۸ | ۱۳۷        | ۳ دقیقه و ۳۲ ثانیه      |      |
| ۱۵۸   | ۳۱  | ۱۵ آوریل ۲۶۱۰            | ۲۲:۵۵:۰۸                          | کامل   | 10.2S 150W               | -۰٫۳۵۳۷ | ۱٫۰۳۸۷ | ۱۳۸        | ۳ دقیقه و ۴۴ ثانیه      |      |
| ۱۵۸   | ۳۲  | ۲۶ آوریل ۲۶۲۸            | ۶:۵۲:۵۷                           | کامل   | 4S 89.1E                 | -۰٫۳۱۰۵ | ۱٫۰۳۹۲ | ۱۳۸        | ۳ دقیقه و ۵۳ ثانیه      |      |
| ۱۵۸   | ۳۳  | ۷ مه ۲۶۴۶                | ۱۴:۴۱:۴۶                          | کامل   | 2.1N 29.4W               | -۰٫۲۶۰۲ | ۱٫۰۳۹۶ | ۱۳۷        | ۴ دقیقه و ۰ ثانیه       |      |
| ۱۵۸   | ۳۴  | ۱۷ مه ۲۶۶۴               | ۲۲:۲۲:۴۹                          | کامل   | 7.9N 145.4W              | -۰٫۲۰۴  | ۱٫۰۳۹۵ | ۱۳۵        | ۴ دقیقه و ۲ ثانیه       |      |
| ۱۵۸   | ۳۵  | ۲۹ مه ۲۶۸۲               | ۵:۵۶:۱۳                           | کامل   | 13.5N 100.9E             | -۰٫۱۴۱۹ | ۱٫۰۳۹  | ۱۳۲        | ۳ دقیقه و ۵۹ ثانیه      |      |
| ۱۵۸   | ۳۶  | ۹ ژوئن ۲۷۰۰              | ۱۳:۲۳:۲۰                          | کامل   | 18.7N 10.5W              | -۰٫۰۷۵۳ | ۱٫۰۳۷۹ | ۱۲۸        | ۳ دقیقه و ۴۹ ثانیه      |      |
| ۱۵۸   | ۳۷  | ۲۰ ژوئن ۲۷۱۸             | ۲۰:۴۳:۱۵                          | کامل   | 23.3N 119.4W             | -۰٫۰۰۳۴ | ۱٫۰۳۶۲ | ۱۲۲        | ۳ دقیقه و ۳۴ ثانیه      |      |
| ۱۵۸   | ۳۸  | ۱ ژوئیه ۲۷۳۶             | ۳:۵۹:۴۵                           | کامل   | 27.1N 133.3E             | ۰٫۰۷۰۷  | ۱٫۰۳۳۹ | ۱۱۴        | ۳ دقیقه و ۱۵ ثانیه      |      |
| ۱۵۸   | ۳۹  | ۱۲ ژوئیه ۲۷۵۴            | ۱۱:۱۱:۵۶                          | کامل   | 30.2N 27.8E              | ۰٫۱۴۷۹  | ۱٫۰۳۰۸ | ۱۰۵        | ۲ دقیقه و ۵۲ ثانیه      |      |
| ۱۵۸   | ۴۰  | ۲۲ ژوئیه ۲۷۷۲            | ۱۸:۲۲:۱۵                          | کامل   | 32.4N 76.7W              | ۰٫۲۲۵۹  | ۱٫۰۲۷۲ | ۹۵         | ۲ دقیقه و ۲۷ ثانیه      |      |
| ۱۵۸   | ۴۱  | ۳ اوت ۲۷۹۰               | ۱:۳۰:۵۷                           | کامل   | 33.9N 179.4E             | ۰٫۳۰۴۴  | ۱٫۰۲۲۸ | ۸۱         | ۲ دقیقه و ۰ ثانیه       |      |
| ۱۵۸   | ۴۲  | ۱۳ اوت ۲۸۰۸              | ۸:۴۰:۵۵                           | کامل   | 34.5N 75.3E              | ۰٫۳۸۱   | ۱٫۰۱۷۸ | ۶۶         | ۱ دقیقه و ۳۲ ثانیه      |      |
| ۱۵۸   | ۴۳  | ۲۴ اوت ۲۸۲۶              | ۱۵:۵۲:۱۵                          | مرکب   | 34.6N 29.4W              | ۰٫۴۵۵۷  | ۱٫۰۱۲۳ | ۴۷         | ۱ دقیقه و ۳ ثانیه       |      |
| ۱۵۸   | ۴۴  | ۳ سپتامبر ۲۸۴۴           | ۲۳:۰۵:۳۸                          | مرکب   | 34.5N 135W               | ۰٫۵۲۷۸  | ۱٫۰۰۶۳ | ۲۵         | ۰ دقیقه و ۳۲ ثانیه      |      |
| ۱۵۸   | ۴۵  | ۱۵ سپتامبر ۲۸۶۲          | ۶:۲۳:۰۸                           | حلقه‌ای | 34.2N 117.9E             | ۰٫۵۹۵۶  | ۰٫۹۹۹۹ | ۰          | ۰ دقیقه و ۱ ثانیه       |      |
| ۱۵۸   | ۴۶  | ۲۵ سپتامبر ۲۸۸۰          | ۱۳:۴۵:۳۱                          | حلقه‌ای | 34N 9.1E                 | ۰٫۶۵۸۳  | ۰٫۹۹۳۲ | ۳۱         | ۰ دقیقه و ۳۶ ثانیه      |      |
| ۱۵۸   | ۴۷  | ۶ اکتبر ۲۸۹۸             | ۲۱:۱۳:۴۱                          | حلقه‌ای | 34.1N 101.8W             | ۰٫۷۱۵۴  | ۰٫۹۸۶۴ | ۶۷         | ۱ دقیقه و ۱۳ ثانیه      |      |
| ۱۵۸   | ۴۸  | ۱۸ اکتبر ۲۹۱۶            | ۴:۴۷:۳۷                           | حلقه‌ای | 34.6N 145.3E             | ۰٫۷۶۶۵  | ۰٫۹۷۹۴ | ۱۱۱        | ۱ دقیقه و ۵۴ ثانیه      |      |
| ۱۵۸   | ۴۹  | ۲۹ اکتبر ۲۹۳۴            | ۱۲:۲۸:۴۳                          | حلقه‌ای | 35.6N 29.9E              | ۰٫۸۱۱۱  | ۰٫۹۷۲۷ | ۱۶۳        | ۲ دقیقه و ۳۵ ثانیه      |      |
| ۱۵۸   | ۵۰  | ۸ نوامبر ۲۹۵۲            | ۲۰:۱۶:۴۰                          | حلقه‌ای | 37.2N 87.8W              | ۰٫۸۴۸۹  | ۰٫۹۶۶  | ۲۲۷        | ۳ دقیقه و ۱۸ ثانیه      |      |
| ۱۵۸   | ۵۱  | ۲۰ نوامبر ۲۹۷۰           | ۴:۱۰:۳۱                           | حلقه‌ای | 39.2N 152.3E             | ۰٫۸۸۱   | ۰٫۹۵۹۷ | ۳۰۵        | ۳ دقیقه و ۵۹ ثانیه      |      |
| ۱۵۸   | ۵۲  | ۳۰ نوامبر ۲۹۸۸           | ۱۲:۱۱:۱۰                          | حلقه‌ای | 41.7N 29.8E              | ۰٫۹۰۶۶  | ۰٫۹۵۳۸ | ۳۹۸        | ۴ دقیقه و ۳۸ ثانیه      |      |
| ۱۵۸   | ۵۳  | ۱۲ دسامبر ۳۰۰۶           | ۲۰:۱۷:۰۱                          | حلقه‌ای | 44.4N 94.7W              | ۰٫۹۲۷۱  | ۰٫۹۴۸۴ | ۵۰۸        | ۵ دقیقه و ۱۱ ثانیه      |      |
| ۱۵۸   | ۵۴  | ۲۳ دسامبر ۳۰۲۴           | ۴:۲۸:۱۴                           | حلقه‌ای | 47.4N 138.6E             | ۰٫۹۴۲۶  | ۰٫۹۴۳۷ | ۶۳۲        | ۵ دقیقه و ۳۷ ثانیه      |      |
| ۱۵۸   | ۵۵  | ۳ ژانویه ۳۰۴۳            | ۱۲:۴۱:۰۵                          | حلقه‌ای | 50.8N 10.7E              | ۰٫۹۵۶۱  | ۰٫۹۳۹۵ | ۷۸۴        | ۵ دقیقه و ۵۵ ثانیه      |      |
| ۱۵۸   | ۵۶  | ۱۳ ژانویه ۳۰۶۱           | ۲۰:۵۷:۳۰                          | حلقه‌ای | 54.1N 119.0W             | ۰٫۹۶۵۸  | ۰٫۹۳۵۹ | ۹۵۱        | ۶ دقیقه و ۰۵ ثانیه      |      |
| ۱۵۸   | ۵۷  | ۲۵ ژانویه ۳۰۷۹           | ۵:۱۳:۲۲                           | حلقه‌ای | 58.0N 110.2E             | ۰٫۹۷۵۱  | ۰٫۹۳۳۰ | ۱۱۸۴       | ۶ دقیقه و ۰۷ ثانیه      |      |
| ۱۵۸   | ۵۸  | ۴ فوریه ۳۰۹۷             | ۱۳:۲۸:۴۲                          | حلقه‌ای | 62.5N 22.7W              | ۰٫۹۸۴۶  | ۰٫۹۳۰۵ | -          | ۶ دقیقه و ۰۰ ثانیه      |      |
| ۱۵۸   | ۵۹  | ۱۶ فوریه ۳۱۱۵            | ۲۱:۳۹:۲۹                          | حلقه‌ای | 71.2N 169.1W             | ۰٫۹۹۷۰  | ۰٫۹۶۳۴ |            |                         |      |
| ۱۵۸   | ۶۰  | ۲۷ فوریه ۳۱۳۳            | ۵:۴۷:۰۹                           | حلقه‌ای | 71.9N 56.0E              | ۱٫۰۱۱۵  | ۰٫۹۳۸۶ |            |                         |      |
| ۱۵۸   | ۶۱  | ۱۰ مارس ۳۱۵۱             | ۱۳:۴۷:۵۱                          | جزئی   | 72.3N 77.7W              | ۱٫۰۳۰۸  | ۰٫۹۰۵۷ |            |                         |      |
| ۱۵۸   | ۶۲  | ۲۰ مارس ۳۱۶۹             | ۲۱:۴۱:۲۹                          | جزئی   | 72.4N 150.1E             | ۱٫۰۵۵۱  | ۰٫۸۶۴۵ |            |                         |      |
| ۱۵۸   | ۶۳  | ۱ آوریل ۳۱۸۷             | ۵:۲۶:۱۱                           | جزئی   | 72.3N 20.3E              | ۱٫۰۸۶۱  | ۰٫۸۱۲۲ |            |                         |      |
| ۱۵۸   | ۶۴  | ۱۱ آوریل ۳۲۰۵            | ۱۳:۰۲:۴۲                          | جزئی   | 71.9N 107.3W             | ۱٫۱۲۳۱  | ۰٫۷۴۹۶ |            |                         |      |
| ۱۵۸   | ۶۵  | ۲۲ آوریل ۳۲۲۳            | ۲۰:۲۸:۴۶                          | جزئی   | 71.2N 128.4E             | ۱٫۱۶۷۹  | ۰٫۶۷۳۹ |            |                         |      |
| ۱۵۸   | ۶۶  | ۳ مه ۳۲۴۱                | ۳:۴۵:۴۲                           | جزئی   | 70.4N 6.9E               | ۱٫۲۱۹۳  | ۰٫۵۸۶۶ |            |                         |      |
| ۱۵۸   | ۶۷  | ۱۴ مه ۳۲۵۹               | ۱۰:۵۲:۵۹                          | جزئی   | 69.5N 111.5W             | ۱٫۲۷۷۷  | ۰٫۴۸۷۲ |            |                         |      |
| ۱۵۸   | ۶۸  | ۲۴ مه ۳۲۷۷               | ۱۷:۵۲:۲۷                          | جزئی   | 68.5N 132.7E             | ۱٫۳۴۱۷  | ۰٫۳۷۸۰ |            |                         |      |
| ۱۵۸   | ۶۹  | ۵ ژوئن ۳۲۹۵              | ۰:۴۲:۰۶                           | جزئی   | 67.5N 19.9E              | ۱٫۴۱۳۰  | ۰٫۲۵۶۳ |            |                         |      |
| ۱۵۸   | ۷۰  | ۱۶ ژوئن ۳۳۱۳             | ۷:۲۶:۱۹                           | جزئی   | 66.5N 90.9W              | ۱٫۴۸۷۷  | ۰٫۱۲۸۳ |            |                         |      |